# Akasha Song
Akasha Song també conegut pel seu nom legal Joseph Clements i pel seu antic nom d'usuari de venedor en línia ShimShai, és un antic venedor estatunidenc de la droga psicodèlica dimetiltriptamina (DMT) que operava a la dark web. Operava important escorça d'arbre Mimosa tenuiflora (jurema) de països com Mèxic i el Brasil, extraient DMT de l'escorça i després venent el DMT a la dark web. Song va anar ampliant gradualment la seva operació i el govern federal dels Estats Units ha dit que en un moment donat va ser el productor més gran i venedor il·lícit de DMT de la història.
Song va aprendre a extreure DMT de l'escorça dels arbres al voltant del 2013. Va començar a vendre DMT a AlphaBay el 2015 i aviat es va convertir en el més venut de DMT al lloc web. El 2017, quan AlphaBay va ser desmantellada, Song va canviar a vendre DMT en altres mercats de la dark web, com ara Hansa, Wall Street Market i Dream Market. Va començar extraient DMT pel seu compte i treballant com a traficant de drogues venent DMT a la gent en persona, Song va acabar creant diversos laboratoris clandestins d'extracció de DMT autogestionats i va obtenir milions o milers de milions de dòlars en beneficis a la dark web. En el seu punt àlgid, l'operació de Song produïa 5 kg de DMT cada 3 dies, o fins a un milió de dosis de DMT al mes. Va produir i vendre en massa tant pols de DMT com vaporitzadors.
El 2018, un dels laboratoris d'extracció de DMT autooperatius de Song va explotar. Les proves de la seva operació van ser destruïdes pel foc i van passar per poc per alt la detecció. Song va muntar un nou laboratori. L'abril de 2022, Song va ser arrestat per agents del Departament de Seguretat Nacional que l'havien estat investigant durant anys. El febrer de 2023 va ser condemnat a 24 anys mesos de presó, complint finalment 16 mesos i ser posat en llibertat condicional. Poc abans d'això, l'⁣estat de Colorado, on Song era jutjat, havia despenalitzat les drogues psicodèliques, cosa que va deixar de ser un delicte posseir o consumir substàncies psicodèliques. Tot i que encara era un delicte vendre psicodèlics, aquest desenvolupament va influir en el comportament del cas criminal de Song i va ocasionar una sentència relativament lleu. La història de Song va aparèixer en un llarg reportatge de la revista Wired el maig de 2025.